# Кабра, Эдуардо
Эдуардо Хосе Кабра Мартинес (Eduardo José Cabra Martínez; родился 10 сентября 1979 года) — пуэрториканский продюсер, музыкант, композитор и мультиинструменталист, более известный под сценическими псевдонимами Visitante Calle 13, Visitante или, в последнее время, Cabra Известность к нему пришла благодаря пуэрториканской группе Calle 13, которую он основал вместе со своим сводным братом Рене Пересом Жогларом («Residente»).
Эдуардо является обладателем 28 наград и 44 номинаций на премию «Латинская Грэмми», а в 2011 году он стал главным победителем церемонии, получив 9 наград. Он также имеет особые награды, такие как Премия ASCAP Авангард за вклад в развитие новых жанров в Латинской Америке. В составе группы Calle 13 Эдуардо сотрудничал с такими известными артистами, как Шакира, Том Морелло, Бэд Банни, Сильвио Родригес, Рубен Блейдс и другими. Эдуардо продюсировал таких международных исполнителей, как La Vida Bohème, Chambao, Густаво Кордера и Хорхе Дрекслер.

## Биография
Visitante родился 10 сентября 1979 года в Сантурсе, Сан-Хуан, Пуэрто-Рико. Его отец также был музыкантом. Visitante познакомился со своим сводным братом, Резиденте, когда им обоим было по два года, а мать Резиденте вышла замуж за отца Визитанте. Семья была тесно связана с пуэрториканским художественным сообществом; его мачеха, Флор Жоглар де Грасия, была актрисой в Театре Сесента, местной актёрской труппе, а его отец в то время был ещё музыкантом.

## Музыкальная карьера

### Calle 13
Visitante занимался музыкой большую часть своей жизни, но только в 2004 году он начал заниматься музыкой вместе со своим сводным братом, дав группе название Calle 13 (2004—2015). Сводные братья разместили свою музыку на веб-сайте и начали искать звукозаписывающий лейбл, чтобы выпустить свою музыку в коммерческом формате. После отправки демо-записей на White Lion Records дуэту предложили заключить контракт на запись. Дуэт получил признание благодаря своей спорной песне «Querido FBI», которая стала реакцией на убийство Филиберто Охеда Риоса, активиста движения за независимость Пуэрто-Рико.
Кабра выбрал себе сценический псевдоним «Visitante», потому что именно так ему приходилось представляться охраннику каждый раз, когда он возвращался в дом своего брата в Трухильо-Альто. Влияние Визитанте исходило из множества музыкальных жанров. Среди исполнителей, оказавших на него влияние, — мастер сальсы Рубен Блейдс, автор-исполнитель Сильвио Родригес и писатель Тите Курет Алонсо. Как музыкальный руководитель группы Calle 13, он создал несколько самых популярных ритмов XXI века и вывел группу на невиданный для жанра уровень.
Эдуардо выступал в качестве мультиинструменталиста, музыкального руководителя, аранжировщика и продюсера каждого альбома группы, выпущенного за 10 лет ее карьеры. В общей сложности Визитанте и его группа Calle 13 получили 19 премий Latin Grammy и 3 Грэмми, что является самым большим показателем среди всех групп.

## Как музыкальный продюсер
В 2013 году Эдуардо начал свою карьеру независимого музыкального продюсера с выпуска дебютного альбома кубинской певицы Дианы Фуэнтес. С тех пор Эдуардо сотрудничал со многими известными артистами, а также помогал менее известным исполнителям получить признание в индустрии благодаря своей работе и музыкальным проектам. Trending Tropics, проект, над которым Эдуардо работал со своим партнёром Висенте Гаркой и в котором они исследовали различные звуковые текстуры и экспериментировали с новыми материалами, является доказательством этого, как он рассказал нам в эксклюзивном интервью для Rolling Stone Colombia.
Он получил возможность спродюсировать песню, написанную Sie7e и исполненную Педро Капо для рекламной кампании Pepsi в 2021 году. Gibson — ещё один бренд, который в последнее время доверяет Эдуардо Additionally, has worked with Rita Indiana. Кроме того, он работал с Ритой Индианой , Абелем Пинтосом, Дианой Фуэнтес, Висенте Гарсией, La Vida Boheme, Monsieur Periné, Chambao, Густаво Кордера и Хорхе Дрекслером, а также многими другими.
Кабра является продюсером с наибольшим количеством номинаций и наград Latin Grammy: в общей сложности 45 номинаций и 28 побед.

## Дискография
Вместе с Calle 13
- 2005: Calle 13
- 2007: Residente o Visitante
- 2008: Los de Atrás Vienen Conmigo
- 2010: Entren Los Que Quieran
- 2014: Multi Viral

## Награды и номинации

### Grammy Awards
| Год  | Номинируемая работа         | Категория                                   | Результат | Ссылка |
| ---- | --------------------------- | ------------------------------------------- | --------- | ------ |
| 2008 | Residente o Visitante       | Best Latin Urban Album                      | Победа    | [ 25 ] |
| 2010 | Los de Atrás Vienen Conmigo | Best Latin Urban Album                      | Победа    | [ 26 ] |
| 2012 | Entren Los Que Quieran      | Best Latin Pop, Rock or Urban Album         | Номинация | [ 27 ] |
| 2015 | Multi_Viral                 | Best Latin Rock, Urban or Alternative Album | Победа    | [ 28 ] |

### Latin Grammy Awards
| Год  | Номинируемая работа                                                       | Категория                     | Результат | Ссылка |
| ---- | ------------------------------------------------------------------------- | ----------------------------- | --------- | ------ |
| 2006 | Calle 13                                                                  | Best New Artist               | Победа    | [ 29 ] |
| 2006 | Calle 13                                                                  | Best Urban Music Album        | Победа    | [ 29 ] |
| 2006 | «Atrévete-te-te»                                                          | Best Short Form Music Video   | Победа    | [ 29 ] |
| 2007 | Residente o Visitante                                                     | Album of the Year             | Номинация | [ 30 ] |
| 2007 | Residente o Visitante                                                     | Best Urban Music Album        | Победа    | [ 30 ] |
| 2007 | «Pa’l Norte» (при участии Orishas)                                        | Best Urban Song               | Победа    | [ 30 ] |
| 2007 | «Tango del Pecado»                                                        | Best Short Form Music Video   | Номинация | [ 30 ] |
| 2009 | Los de Atrás Vienen Conmigo                                               | Album of the Year             | Победа    | [ 31 ] |
| 2009 | Los de Atrás Vienen Conmigo                                               | Best Urban Music Album        | Победа    | [ 31 ] |
| 2009 | «No Hay Nadie Como Tu» (при участии Café Tacuba)                          | Record of the Year            | Победа    | [ 31 ] |
| 2009 | «No Hay Nadie Como Tu» (при участии Café Tacuba)                          | Best Alternative Song         | Победа    | [ 31 ] |
| 2009 | «La Perla» (при участии Rubén Blades)                                     | Best Short Form Music Video   | Победа    | [ 31 ] |
| 2011 | Entren Los Que Quieran                                                    | Album of the Year             | Победа    | [ 32 ] |
| 2011 | Entren Los Que Quieran                                                    | Best Urban Music Album        | Победа    | [ 32 ] |
| 2011 | «Latinoamérica» (при участии Totó la Momposina, Susana Baca и Maria Rita) | Record of the Year            | Победа    | [ 32 ] |
| 2011 | «Latinoamérica»                                                           | Song of the Year              | Победа    | [ 32 ] |
| 2011 | Шакира — «Sale el Sol» (композитор)                                       | Album of the Year             | Номинация | [ 32 ] |
| 2011 | Шакира — «Sale el Sol» (композитор)                                       | Best Pop Vocal Album          | Победа    | [ 32 ] |
| 2011 | «Calma Pueblo»                                                            | Best Alternative Song         | Победа    | [ 32 ] |
| 2011 | «Baile de los Pobres» (при участии Rafa Arcaute)                          | Best Urban Song               | Победа    | [ 32 ] |
| 2011 | «Vamo' a Portarnos Mal»                                                   | Best Tropical Song            | Победа    | [ 32 ] |
| 2011 | Rafael Arcaute и Calle 13                                                 | Producer of the Year          | Победа    | [ 32 ] |
| 2011 | «Calma Pueblo»                                                            | Best Short Form Music Video   | Победа    | [ 32 ] |
| 2014 | Multi Viral                                                               | Best Urban Music Album        | Победа    | [ 33 ] |
| 2014 | «Respira el Momento»                                                      | Record of the Year            | Номинация | [ 33 ] |
| 2014 | «Ojos Color Sol» (при участии Silvio Rodríguez)                           | Song of the Year              | Номинация | [ 33 ] |
| 2014 | «El Aguante»                                                              | Best Alternative Song         | Победа    | [ 33 ] |
| 2014 | «Adentro»                                                                 | Best Urban Song               | Номинация | [ 33 ] |
| 2014 | «Cuando los Pies Besan el Piso»                                           | Best Urban Contemporary Album | Номинация | [ 33 ] |
| 2014 | «Adentro»                                                                 | Best Urban Performance        | Номинация | [ 33 ] |
| 2014 | «Adentro»                                                                 | Best Short Form Music Video   | Номинация | [ 33 ] |
| 2015 | «Ojos Color Sol» (при участии Silvio Rodríguez)                           | Best Short Form Music Video   | Победа    | [ 34 ] |
| 2015 | «Así de Grandes Son las Ideas»                                            | Best Short Form Music Video   | Номинация | [ 34 ] |
| 2017 | Visitante                                                                 | Producer of the Year          | Победа    | [ 35 ] |
| 2021 | «CABRA (EP)»                                                              | Best Alternative Music Album  | Номинация | [ 36 ] |

### Billboard Latin Music Awards
| Год  | Номинируемая работа    | Категория                                                | Результат | Ссылка        |
| ---- | ---------------------- | -------------------------------------------------------- | --------- | ------------- |
| 2007 | Calle 13               | Reggaeton Album of the Year                              | Номинация | [ 37 ]        |
| 2009 | «No Hay Nadie Como Tú» | Hot Latin Song of the Year — Vocal Duet or Collaboration | Номинация | [ 38 ]        |
| 2010 | Calle 13               | Latin Rhythm Albums Artist of the Year — Duo or Group    | Номинация | [ 39 ]        |
| 2015 | Calle 13               | Latin Rhythm Albums Artist of the Year — Duo or Group    | Победа    | [ 40 ] [ 41 ] |
| 2015 | Multi Viral            | Latin Rhythm Album of the Year                           | Номинация | [ 40 ] [ 41 ] |

### Lo Nuestro Awards
| Год  | Номинируемая работа    | Категория                 | Результат | Ссылка |
| ---- | ---------------------- | ------------------------- | --------- | ------ |
| 2008 | «Pa’l Norte»           | Video of the Year         | Номинация | [ 42 ] |
| 2009 | «Un Beso de Desayuno»  | Video of the Year         | Номинация | [ 43 ] |
| 2010 | «No Hay Nadie Como Tú» | Collaboration of the Year | Номинация | [ 44 ] |
| 2010 | «La Perla»             | Video of the Year         | Номинация | [ 44 ] |

### Los Premios MTV Latinoamérica
| Год  | Номинируемая работа  | Категория                                          | Результат | Ссылка        |
| ---- | -------------------- | -------------------------------------------------- | --------- | ------------- |
| 2006 | Calle 13             | Best Alternative Artist                            | Номинация | [ 45 ]        |
| 2006 | Calle 13             | Promising Artist                                   | Победа    | [ 45 ]        |
| 2006 | «Atrévete-te-te»     | Video of the Year                                  | Номинация | [ 45 ]        |
| 2007 | Calle 13             | Best Urban Artist                                  | Номинация | [ 46 ]        |
| 2007 | Calle 13             | MTV Tr3́s Viewer’s Choice Award — Best Urban Artist | Номинация | [ 46 ]        |
| 2007 | «Tango del Pecado»   | Video of the Year                                  | Номинация | [ 46 ]        |
| 2009 | Calle 13             | Best Group or Duet                                 | Номинация | [ 47 ] [ 48 ] |
| 2009 | Calle 13             | Best Urban Artist                                  | Победа    | [ 47 ] [ 48 ] |
| 2009 | «Electro Movimiento» | Video of the Year                                  | Номинация | [ 47 ] [ 48 ] |

### Instituto Cubano de la Música
| Год  | Номинируемая работа | Категория                      | Результат |
| ---- | ------------------- | ------------------------------ | --------- |
| 2010 | Calle 13            | Premio Internacional Cubadisco | Победа    |

### Ateneo Puertorriqueño
| Год  | Номинируемая работа | Категория                       | Результат |
| ---- | ------------------- | ------------------------------- | --------- |
| 2011 | Calle 13            | Medalla Ramón Emeterio Betances | Победа    |

### Premios El País — Babelia
| Год  | Номинируемая работа | Категория                                     | Результат |
| ---- | ------------------- | --------------------------------------------- | --------- |
| 2021 | CABRA               | Músicas del Mundo — Latinoamérica y El Caribe | Победа    |